# 여성 정자
여성 정자(女性精子, female sperm)란 이하 두 가지를 의미할 수 있다.
1. 남성의 몸에서 만들어진, X 염색체를 포함한 정자. 이 정자가 난자를 수정시키면 여아가 수태된다.
2. 여성의 유전 물질을 포함한 정자.

본 문서에서는 두 번째 정의에 초점을 맞추고자 한다.
1980년 이래로 과학자들은 모든 염색체가 여성에게서 유래한 정자를 만드는 방법이 없는지 연구를 계속해 왔다. 1990년대 말, 일본의 과학자들이 암컷 병아리의 골수 줄기세포를 수탉의 고환에 주입하여 암탉 정자를 만들어냄으로써 여성 정자 개념은 실존적 존재로서 거듭났다. 하지만 이 기술의 효용성은 기대 이하였고, 아직까지 인간에게 성공적으로 적용된 바는 없다.
만약 여성 정자가 만들어지는 데 성공한다면, 난자를 수정시킬 수 있는 여성 정자는 여러 분야에 적용될 수 있을 것이다. 여성 동성 부부가 그들의 유전적 친자(親子)를 낳을 수 있게 되는 것은 물론이고, 더 나아가서 여성만 있어도 번식이 가능해져서 인간의 생식이 무성생식과 같은 형태가 될 수도 있다. 그리고 그에 따른 윤리적 도덕적 논쟁 역시 수면 위로 부상하게 될 것이다.

## 같이 보기
- 남성 난자